# Joanne Guest

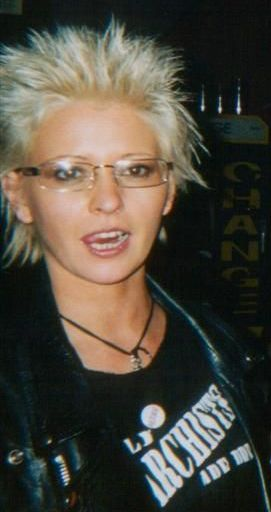
Joanne Guest 2004

Joanne Guest (* 22. Februar 1972 in Chesterfield, England) ist ein britisches Fotomodell, Journalistin und Moderatorin. Bekannt wurde sie als Page-3-Girl.

## Leben
Mitte der 1990er Jahre begann Joanne Guest während ihrer Studienzeit mit der Arbeit als Fotomodell. Zunächst war sie als Page-3-Girl in The Sun und in Fotoserien in den Zeitschriften FHM und Loaded sowie in einem Video des Playboy zu sehen. Als eines der wenigen Fotomodelle posierte sie nebenher auch noch für Magazine wie Mayfair und Men Only, ohne ihre Karriere im Mainstreambereich zu gefährden. Dabei gehörte sie zu den Modells, die ihre Genitalien besonders herausstellten. Für amerikanische Magazine posierte sie auch für simulierte Hardcore-Aufnahmen. Über solche Simulationen ging sie jedoch nie hinaus, echten Geschlechtsverkehr hatte Guest vor der Kamera nie. Seit 2003 arbeitet sie exklusiv nur noch für das Magazin Men's World.
Von November 1998 bis März 2000 hatte Guest eine wöchentliche Kolumne in der Zeitung Daily Star. Seit Juni 2002 hat sie eine weitere Kolumne im monatlichen Magazin Front. Seit 2000 ist sie zudem Moderatorin britischen Kabelkanal Men and Motors. 2007 konnte sie wegen einer Erkrankung keiner Arbeit nachgehen. Mittlerweile wurde bei ihr Fibromyalgie diagnostiziert.